# آلبا ریسی
آلبا ریسی (انگلیسی: Alba Reche؛ زادهٔ ۱۷ دسامبر ۱۹۹۷) خواننده، خواننده-ترانه‌پرداز، نقاش، و کنشگر اهل اسپانیا است. وی از سال ۲۰۱۸ میلادی تاکنون مشغول فعالیت بوده است.